# Вайн, Хорст
Хорст Вайн (нем. Horst Wein, 1941, Ганновер, Германский рейх — 14 февраля 2016, Барселона, Испания) — немецкий хоккеист (хоккей на траве), тренер, хоккейный и футбольный методист.

## Биография
Хорст Вайн родился в 1941 году в немецком городе Ганновер.
Играл в хоккей на траве за «Рот-Вайс» из Кёльна. В 1962—1966 годах провёл  22 матча за сборную ФРГ.
В 1969 году возглавил сборную ФРГ по хоккею на траве. В 1972 году был директором хоккейного турнира летних Олимпийских игр в Мюнхене.
В 1973 году возглавил сборную Испании по хоккею на траве и занимал этот пост в течение 11 лет.
В начале 80-х годов перешёл в футбол. Разработал учебную модель для детей и подростков, учитывавшую опыт уличного футбола. Делал акцент на развитии футбольного интеллекта.
Методические работы Вайна, посвящённые обучению хоккею на траве и футболу, опубликованы на немецком, английском, испанском, итальянском языках. На русском языке в 1980 году в издательстве «Физкультура и спорт» вышла книга «Хоккей на траве. Техника и тактика».
Жил в окрестностях испанского города Барселона.
Умер 14 февраля 2016 года в Барселоне.

## Семья
Был отцом двоих сыновей. Один из них, Кристиан Вайн, выступал за сборную Германии по хоккею на траве, провёл 176 матчей, был дважды чемпионом Европы (1999, 2003) и чемпионом мира (2002).